# Crangoweckelia mixta
Crangoweckelia mixta is een vlokreeftensoort uit de familie van de Crangoweckeliidae. De wetenschappelijke naam van de soort is voor het eerst geldig gepubliceerd in 1985 door Stock.